# Litoria verreauxii
Litoria verreauxii – gatunek płaza bezogonowego z podrodziny Pelodryadinae w rodzinie rzekotkowatych (Hylidae). 
Żaby te występują na wschodnim i południowo-wschodnim wybrzeżu Australii – od południowo-wschodniej części stanu Queensland przez wschodnią Nową Południową Walię po wschodnią i południową Wiktorię; izolowana populacja w paśmie górskim The Grampians w zachodniej części stanu Wiktoria.